# Keith Owens
Keith Kensel Owens (San Francisco, Califòrnia, 31 de maig de 1969) és un exjugador de bàsquet estatunidenc que va disputar una temporada a l'NBA, desenvolupant la resta de la seva carrera en la CBA, la lliga francesa i l'ACB. Amb 2,01 metres d'alçada, ho feia en la posició d'aler.

## Carrera esportiva
Va jugar quatre temporades amb els Bruins de la Universitat de Califòrnia, Los Angeles. Després de no ser triat en el Draft de l'NBA del 1991 va fitxar per Los Angeles Lakers, amb els quals havia disputat la Lliga d'estiu. A l'any següent va fitxar pel Montpeller Paillade Basket de la lliga francesa, i posteriorment en els Oklahoma City Cavalry i els Fargo-Moorhead Fever de la CBA. La temporada 1994-95 va fitxar pel Joventut Badalona de la lliga ACB, on únicament va arribar a disputar 6 partits, abans de ser reemplaçat per John Ebeling en el mes d'octubre.